# Арсен
Арсен (As) — напівметалічний хімічний елемент з атомним номером 33, простою речовиною якого є арсен. За звичайних умов найстійкіший металічний або сірий арсен — сірі кристали, крихкі. У сполуках має ступені окиснення –3, +3, +5. Реагує з киснем, сплавляється з деякими металами, утворюючи арсеніди. Сполуки арсену дуже отруйні. 
Застаріла назва: миш'як (мишак, аршеник, аршинник).

## Загальна інформація
Арсен має декілька алотропних модифікацій. За звичайних умов найстійкіший так званий металевий, або сірий, арсен — сіро-стальна крихка кристалічна маса, яка при свіжому зламі має металічний блиск, на повітрі швидко блякне, оскільки покривається тонкою плівкою As2O3. Кристалічна ґратка сірого арсену ромбоедрична, шарувата. Густина As — 5,72 г/см³ (при 20 °С), питомий електричний опір 35·10−8 Ом/см, твердість за Брінеллем 147 кгс/мм². Арсен діамагнітний. При конденсації пари арсену на поверхні, що охолоджується рідким повітрям, утворюється жовтий арсен — прозорі, м'які як віск кристали, густиною 1,97 г/см³, схожі за властивостями на білий фосфор. Під дією світла або при слабкому нагріванні він переходить у сірий арсен. Відомі також склоподібно-аморфні модифікації: чорний арсен і бурий арсен, які при нагріванні вище за 270 °С перетворюються на сірий арсен.
Назва Arsenikon (від грец. Αρσενικόν — «сильний», «мужній», зустрічається вже в Аристотеля) служила для позначення сполук арсену (за їх сильною дією на організм). Російська назва (рос. мышьяк), як вважають, походить від слова «миша» (через застосування препаратів арсену для винищування мишей і щурів). Отримання арсену у вільному стані приписують Альберту Великому (близько 1250 p.). У 1789 році А. Лавуазьє включив арсен до списку хімічних елементів.

## Історія
Перший контакт людини з арсеном відбувся ще у 3 тис. до нашої ери. У волоссі знайденої мумії (Отці — нім. Ötzi) в альпійському льодовику виявлено значний вміст арсену. З цього можна зробити висновок, що він працював на виробництві міді, руди якої часто забруднені арсеном.

Алхімічний символ Арсену.

У середні віки арсен відомий у вигляді аурипігменту (As2S3) та реальгару (As4S4) які були описані ще в часи Арістотеля. З ІІІ століття нашої ери (Ляйденський папірус) відомі ці сполуки у використанні для забарвлення срібла в золотий, а міді в білий кольори. Алхіміки у середньовічній роботі «Фізика і містика» припускали спорідненість сірки і ртуті. Арсен (ІІІ)-сульфід використовувався як фарба для малювання, засіб для усування волосся на тілі а також проти легеневих хвороб.
В середні віки також оксид арсену(ІІІ) було знайдено в димі плавильних печей. Альбетрус Маґнус описав вперше добування арсену відновленням його вугіллям у 1250 році. Його вважають відкривачем арсену. Парацельс у XVI столітті ввів елемент до переліку лікувальних засобів.

## Походження назви
Латинська назва arsenicum походить грец. αρσενικόν, що виводиться, за однією з версій, від перс. زرنيخ, царнік («золотистий»), за іншою — αρσενικόν утворене від ἀρσενικός («сильний», «потужний»). Символ «As» запропонований у 1814 році Йонсом Якобом Берцеліусом. Назва миш'як пов'язана з вживанням його сполук для знищення мишей та пацюків.

## Отримання

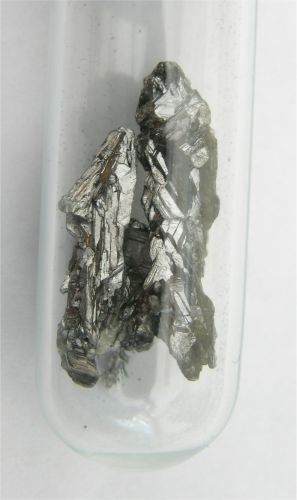
Арсен

Відомо понад 120 мінералів, що містять арсен. Найпоширеніші: реальгар, аурипігмент, арсенопірит — основні руди арсену знаходяться в гідротермальних жилах разом з арсенистими і стибіїстими мінералами Ni, Co, Ag, Pb. Порівняно рідкісний.
Відкриття способу отримання так званого металевого арсену («сірого миш'яку») приписують знаменитому середньовічному алхіміку Альберту Великому, що жив у XIII ст. Однак набагато раніше грецькі та арабські алхіміки вміли отримувати арсен у вільному вигляді, нагріваючи «білий арсен» (те, що це триоксид арсену, а не проста речовина, було виявлено лише в 1789 р. А. Л. Лавуазьє, який і присвоїв елементу назву «арсенікум») з різними органічними речовинами. Існує безліч способів одержання арсену: сублімацією природного арсену, способом термічного розкладання арсенового колчедану, відновленням арсеновмісного ангідриду та ін. Сьогодні для отримання металевого арсену найчастіше нагрівають арсенопірит у муфельних печах без доступу повітря. При цьому вивільняється арсен, пари якого конденсуються і перетворюються на твердий арсен в залізних трубках, що виступають з печей, і знаходяться в особливих керамічних приймачах. Залишок в печах потім нагрівають при доступі повітря, і тоді арсен перетворюється на As2O3. Металевий арсен виробляють в досить незначних кількостях, і головна частина арсенвмісних руд переробляють на білий арсен, тобто в триоксид арсену — арсенистий ангідрид As2О3. Ще добувають арсен нагріванням без доступу повітря з арсенопіриту:
FeAsS(тв) → FeS(тв)+As(г)
Арсенопірит розкладається при нагріванні на сульфід заліза і елементарний арсен (з сублімацією As на холодному місті).
Арсен для напівпровідників добувають відновленням воднем із дистильованого AsCl3.
2AsCl3 + 3H2 → 6HCl + 2As
Арсенхлорид реагує з воднем утворюючи хлороводень та елементарний арсен.

## Застосування
Застосовують арсен для виготовлення деяких сплавів, особливо чистий — у напівпровідниковій техніці; сполуки його використовують як інсектициди, деякі — у медицині.
Арсен природним чином присутній на високому рівні в підземних водах ряду країн (Аргентина, Бангладеш, Чилі, Китай, Індія, Мексика та Сполучені Штати Америки). Арсен є високотоксичним у своїй неорганічній формі. Забруднена вода, яка використовується для пиття, приготування їжі та зрошення харчових культур, становить найбільшу загрозу здоров’ю населення з боку арсену.
Тривале потрапляння арсену з питної води та їжі може спричинити рак та ураження шкіри. Це також було пов'язано із серцево-судинними захворюваннями та діабетом. У внутрішньоутробному та ранньому дитячому віці вплив був пов'язаний з негативним впливом на когнітивний розвиток та збільшенням смертності у молодих людей.
Найважливішою дією в постраждалих громадах є запобігання подальшому впливу арсену шляхом забезпечення безпечного водопостачання.
У XIX–XX століттях арсен застосовувався в лікуванні сифілісу (роботи Пауля Уленгута і Пауля Ерліха), в стоматології.

## Життя на основі арсену
У 2010 р. в озері Моно в штаті Каліфорнія, вперше на Землі дослідники виявили бактерію, яку назвали GFAJ-1, що здатна жити й розмножуватися в середовищі, що містить великі концентрації арсену, токсичного для більшості інших організмів.

## Отруєння арсеном
При надходженні в організм в надмірних кількостях арсен призводить до мутацій ДНК людини.
Смертельна доза при прийомі всередину 0,05–0,2 г.
Симптоми: блювання, металевий присмак у роті, сильний біль у животі, блювотні маси зеленого кольору, рідкий кал, різке зневоднення організму, судоми, втрата свідомості.
Невідкладна допомога: промивання шлунку, клізми, унітиол (5 мл 5 % розчину) в/в 8 разів на добу; в/в крапельно тетацин-кальцій (30 мл 10 % розчину) у 500 мл 5 % розчину глюкози; вітаміни С, В1, В6, В12. В/в хлорид кальцію (10 мл 10 % розчину); під шкіру ізотонічний розчин хлориду натрію та 5 % розчин глюкози до 3 л/добу. При болю у животі — атропін (1 мл 0,1 % розчину). Серцево-судинні засоби.
Про отруєння миш'яком в історії та мистецтві див.:  [Архівовано 18 серпня 2013 у Wayback Machine.].

### Щодо отруєння арсеном
- Наполеон Бонапарт
- Джордж Віт
- Генрі Джозеф Стіл Бредфілд[en]
- Ван Шичжень
- Казарський Олександр Іванович
- Ахмед Білалов
- Климент XIV
- Павло (Лебідь)
- Цзайтянь